# PCMan File Manager
PCMan File Manager (PCManFM) is vrije bestandsbeheerder voor Linux en Unix en wordt standaard meegeleverd met LXDE, LXQt en Raspberry Pi OS, waar het ook de achtergrond en de bureaubladpictogrammen beheert. Het programma werd ontwikkeld om Nautilus (GNOME), Konqueror (KDE) en Thunar (XFCE) te vervangen. PCManFM is geschreven in C waarbij gebruikgemaakt werd van GTK+ 2. PCManFM wordt uitgebracht onder de GPL, waardoor het vrije software en opensourcesoftware is. PCManFM wordt meegeleverd met ArchBang en met Lubuntu.

## Versies
PCManFM 0.5 en lager (PCManFM 1 of PCManFM legacy) was de eerste versie van PCManFM. De laatste versie is 0.5.2 en verscheen op 25 oktober 2009. PCManFM2, met versienummers hoger of gelijk aan 0.9, werd volledig herschreven en wordt standaard meegeleverd met Lubuntu. De laatste versie is 0.9.10 (24 oktober 2011). SpaceFM is een fork van de 0.5-branch van PCManFM.
Versie 1.0 zag het levenslicht op 13 augustus 2012. Versie 1.1 kwam uit op 31 oktober 2012.
De bètaversie, herschreven in Qt, zag het levenslicht op 26 maart 2013.

## Libfm
De bibliotheek libfm voorziet in de belangrijkste functies van PCManFM via een API. De laatste versie van libfm is 1.3.1 en verscheen op 17 december 2018.

## Functies
PCManFM 1.2 bevat volgende functies:
- Gvfs-ondersteuning: toegang op afstand via onder meer sftp://, webdav:// en smb:// wanneer de benodigde backends geïnstalleerd zijn
- Thumbnails voor afbeeldingen
- Desktopintegratie: PCManFM staat in voor de achtergrond en de iconen op het bureaublad
- Bladwijzers voor favoriete locaties
- Meertalig
- Tabs en split-weergave (2 mappen naast elkaar)
- Volumebeheer: (automatisch/handmatig) mounten, unmounten, uitwerpen (met gvfs)
- Ondersteuning voor slepen en neerzetten
- Bestandsassociaties (standaardapplicaties)
- Beeldweergave-opties: icoonweergave, compacte weergave, gedetailleerde weergave en thumbnailweergave
- Zoeken naar bestanden op naam en inhoud